# 메이드 인 와리오 (비디오 게임)
《메이드 인 와리오》(일본어: メイド イン ワリオ, 영어: WarioWare, Inc. Mega Microgame)는 게임보이 어드밴스용으로 개발되어 2003년에 출시된 미니게임 합본이다.
메이드 인 와리오는 게임보이 어드밴스를 활용하는 게임으로 평가를 받고 있다.이 게임에 수록된 미니게임은 모두 게임보이 어드밴스를 활용해서 플레이할 수 있다.
발매지역에 따라 게임 내용은 변하지 않지만 게임 표지의 색상은 지역별로 다르다.

## 스토리

### 인트로
와리오의 집 와리오는 TV의 뉴스를 보다 게임을 발견했다.
그러자 와리오는 게임을 만들면 돈을 얻을 수 있다고 생각한다.
그 뒤 와리오는 노트북을 사고 새로운 회사
WARIOWARE.INC 라는 회사를 만들었다.
하지만 와리오는 조금은 불안하여 자신의 친구들을 부른다.

### 와리오 카세트
와리오가 운동 후 위로 뛰어가서 카세트로 들어가고, 게임이 시작된다. 보스까지 클리어하면 카세트에서 빠져나온다.
이 스테이지에 등장하는 카세트는 《마리오 아티스트: 폴리곤 스튜디오》의 〈사운드 봄버〉에서 가져온 것이다.

### 지미
지미는 DJ를 하려고 한다.
그리고 핸드폰으로 미니게임이 시작된다.
클리어하면 착신음을 들을 수 있다.

### 모나
아르바이트를 가려는 모나,
하지만 시간이 없어서 속도를 높이는 바람에
경찰한테 걸리고만다.
그래서 친구들을 부른다. 잡힐듯해서 모나즈를 부르며 미니게임이 시작된다.

### 나인볼트
학교에서 종례를 하는 나인볼트,
나인볼트집에서 DJ를 한다.
그런 다음에 게임보이에
게임보이 카트리지를 넣는데,
여기서 닌텐도 로고가 나오면서 미니게임이 시작된다.

### 드리블&스피츠
늦은 밤,손님을 태우는데
이때 손님이 바다를 가고싶어한다
그리고 라디오를 틀며 미니게임이 시작된다.

### 지미(옐로우 휴대폰)
지금까지 지미,모나,나인볼트,드리블의 미니게임이 전부 나오면서 레벨 2부터 시작한다.

### 오뷰론
천재 외계인 오뷰론이 우주선을 타고 움직이다 운석에 충돌한다.
이때 패닉에 빠져 구조요청을 보내게되고 우주 토끼가 도와주기 시작된다.

## 평가
| 평가 |        |
| --- | ------ |
| 통합 점수 통합사 점수 메타크리틱 89/100 [ 1 ] 평론 점수 평론사 점수 게임스팟 9.1/10 [ 2 ] 게임스파이 95/100 [ 3 ] IGN 9/10 [ 4 ] 닌텐도 라이프 9/10 [ 5 ] 닌텐도 파워 4.6/5 [ 6 ] 닌텐도 월드 리포트 9.5/10 [ 7 ] |        |
| 통합 점수 |        |
| 통합사 | 점수   |
| 메타크리틱 | 89/100 |
| 평론 점수 |        |
| 평론사 | 점수   |
| 게임스팟 | 9.1/10 |
| 게임스파이 | 95/100 |
| IGN | 9/10   |
| 닌텐도 라이프 | 9/10   |
| 닌텐도 파워 | 4.6/5  |
| 닌텐도 월드 리포트 | 9.5/10 |